# 韋爾奇岩
67°33′S 62°54′E / 67.550°S 62.900°E
韋爾奇岩（英語：Welch Rocks）是南極洲的兩座岩石，位於麥克羅伯特森地的霍姆灣東部對開海域，處於韋爾奇島以北0.9公里，由澳大利亞探險隊的空中照片繪入地圖。